# HMS E9
Pour les articles homonymes, voir E9.
Le HMS E9 est un sous-marin britannique de classe E construit pour la Royal Navy par Vickers à Barrow-in-Furness. Sa quille fut posée le 1er juin 1912 et il a été mis en service le 18 juin 1914.

## Conception
Comme tous les sous-marins de la classe E postérieurs au E8, le E9 avait un déplacement de 662 tonnes en surface et de 807 tonnes en immersion. Il avait une longueur totale de 55 m et un maître-bau de 6,92 m. Il était propulsé par deux moteurs Diesel Vickers huit cylindres à deux temps de 800 chevaux (600 kW) et moteurs électriques deux moteurs électriques de 420 chevaux (310 kW),.
Le sous-marin avait une vitesse maximale de 16 nœuds (30 km/h) en surface et de 10 nœuds (19 km/h) en immersion. Les sous-marins britanniques de la classe E avaient une capacité en carburant de 50 tonnes de gazole, et une autonomie de 2 829 milles marins (5 238 km) lorsqu’ils faisaient route à 10 nœuds (19 km/h). Ils pouvaient naviguer sous l’eau pendant cinq heures en se déplaçant à 5 nœuds (9,3 km/h).
Comme pour la plupart des premiers bateaux de la classe E, le E9 n’était pas équipé d’un canon de pont pendant sa construction, et on ne sait pas s’il l’a été plus tard, comme ce fut le cas pour les bateaux jusqu’au HMS E19. Il avait cinq tubes lance-torpilles de 18 pouces (457 mm), deux à l’avant, un de chaque côté à mi-longueur du navire et un à l’arrière. Au total, 10 torpilles étaient emportées à bord.
Les sous-marins de la classe E avaient la télégraphie sans fil d’une puissance nominale de 1 kilowatt. Sur certains sous-marins, ces systèmes ont par la suite été mis à niveau à 3 kilowatts en retirant un tube lance-torpilles du milieu du navire. Leur profondeur maximale de plongée théorique était de 100 pieds (30 mètres). Cependant, en service, certaines unités ont atteint des profondeurs supérieures à 200 pieds (61 mètres). Certains sous-marins contenaient des oscillateurs Fessenden.
Leur équipage était composé de trois officiers et 28 hommes.

## Engagements
Lorsque la guerre avec l’Allemagne a été déclarée le 5 août 1914, le E9 était basé à Harwich, dans la 8e flottille sous-marine de la Home Fleet.
À l’aube du 13 septembre 1914, le sous-marin, commandé par le Lieutenant commander Max Kennedy Horton, torpille le croiseur léger allemand Hela à six milles au sud-ouest d’Heligoland. Le Hela a été touché au milieu du navire par les deux torpilles, tirées à une distance de 600 mètres. Tous les membres de son équipage, sauf deux hommes, ont été secourus par le sous-marin allemand U-18 et un autre navire allemand. Bien que poursuivi la plus grande partie de la journée par les forces navales allemandes, le E9 a réussi à atteindre Harwich en sécurité. Trois semaines plus tard, Horton coule le destroyer allemand S116 au large de l’embouchure de l’Ems. Pour avoir coulé le croiseur et le destroyer, Horton a reçu l’Ordre du Service distingué.
Le E9 a été sabordé à l’extérieur d’Helsinki (Helsingfors) à 1,5 mille marin (2,8 km) au large du phare de Grohara, dans le golfe de Finlande, le 3 avril 1918, afin d’éviter sa saisie par les forces allemandes en progression.
Le HMS E9 a été renfloué et démoli en Finlande en août 1953.

## La tradition du Jolly Roger
Pendant qu’il commandait le E9, Horton a initié la tradition pour les sous-marins d’arborer un Jolly Roger au retour d’une patrouille de combat victorieuse. Se souvenant des commentaires de l’amiral Sir Arthur Wilson, chef d'état-major de la flotte, qui se plaignait que les sous-marins étaient « non-anglais, sournois, injustes et damnés » et que leur équipage devait être pendu comme des pirates,, Horton arborait ce pavillon lorsque le E9 est revenu au port après le naufrage du Hela. Des drapeaux supplémentaires furent hissés après chaque nouvelle victoire. Quand il n’y eut plus de place pour davantage de drapeaux, ils ont commencé à ajouter des symboles, chacun indiquant une certaine réalisation, à un seul grand drapeau. Cette pratique a été imitée par d’autres sous-marins britanniques pendant la Première Guerre mondiale, et elle a été renouvelée pendant la Seconde Guerre mondiale. L’Amirauté désapprouva d’abord cette pratique, mais ne put y mettre fin. Le Jolly Roger a depuis été adopté comme logo du Royal Navy Submarine Service.